# 鄢陵县
鄢陵县是中国河南省许昌市下辖的一个县。位于许昌市东部。面积866平方公里，总人口約55万人。县人民政府驻安陵镇人民路916號。

## 历史
鄢陵历史悠久，约8000年前，先民们便在此繁衍生息。周初封为鄢国，东周平王初改为鄢陵，汉初置县，至今已有2000多年，郑伯克段于鄢、晋楚鄢陵之战、唐睢不辱使命、八百岁彭祖、李白访道安陵（古鄢陵）等著名历史事件均发生于此。
乾明寺塔位于县城西隅，始建于隋仁寿四年（604年），明嘉靖元年（1522年）因地震倒塌，1549年重建，李白曾在此留下了《访道安陵遇盖寰临别留赠》诗一首，并有《唐雎不辱使命》广为留传。
鄢陵盛产小麦、玉米红薯、大豆、花生、烟叶、辣椒、西瓜等，花卉是鄢陵一大特色，有“花县”之称，享有“鄢陵腊梅冠天下”的天然驯化基地。文物古迹有许由隐耕处、许由墓、尹宙碑、醉翁亭碑、乾明寺塔、兴国寺塔、甘罗古柏、曹操议事台，曹彰墓等。

## 行政区划
鄢陵县下辖12个镇：
安陵镇、马栏镇、柏梁镇、陈化店镇、望田镇、大马镇、陶城镇、张桥镇、彭店镇、只乐镇、南坞镇和马坊镇。

## 人口
根據全國第七次人口普查數據顯示，截至2020年11月1日零時，鄢陵縣常住人口547411人。

## 交通
- 230国道、 311国道过境。
- 郑阜高速铁路设鄢陵站。

## 教育
- 鄢陵一高是河南省示范性普通高中。
- 鄢陵二高是市文明学校，位于安陵镇内。

## 景点
鄢陵国家花木博览园位于鄢陵县新城区，南临 311国道。东临 219省道，西距京珠高速20公里、京广铁路20公里，北距郑州新郑国际机场70公里。占地面积1500亩，南北长600米，东西长1600米。种植花卉苗木面积30万亩，种植种类2100多种。是国家4A级旅游景区。自2018年7月1日起免费进园。
乾明寺塔位于鄢陵县城西北隅，为宋代楼阁式砖塔，高38米，平面呈六角形，2006年成为全国重点文物保护单位。
五彩大地观光休闲旅游区位于鄢陵名优花木园区西北部，万亩花卉核心区，项目2015年10月规划，总占地5000亩，分二期建设。其中一期占地2000亩，2016年1月开始建设。
鹤鸣湖风景区位于鄢陵花木旅游产业集聚区花海大道中段与花园路口南1公里，总占地3308亩，调蓄湖设计总库容450m3，湖深正常蓄水位6.1m。包括湖面、凤凰山、环湖湿地、景观桥、环湖景观道等景观景点。该湖主要将达到以黄河水涵养地下水源、以调蓄湖形成水系景观、以环湖湿地改善生态环境、以调鹤鸣湖风景区带动鄢陵生态旅游度假区的发展。

## 特产
鄢陵蜡梅：中国地理标志产品。